# Walter Foelske

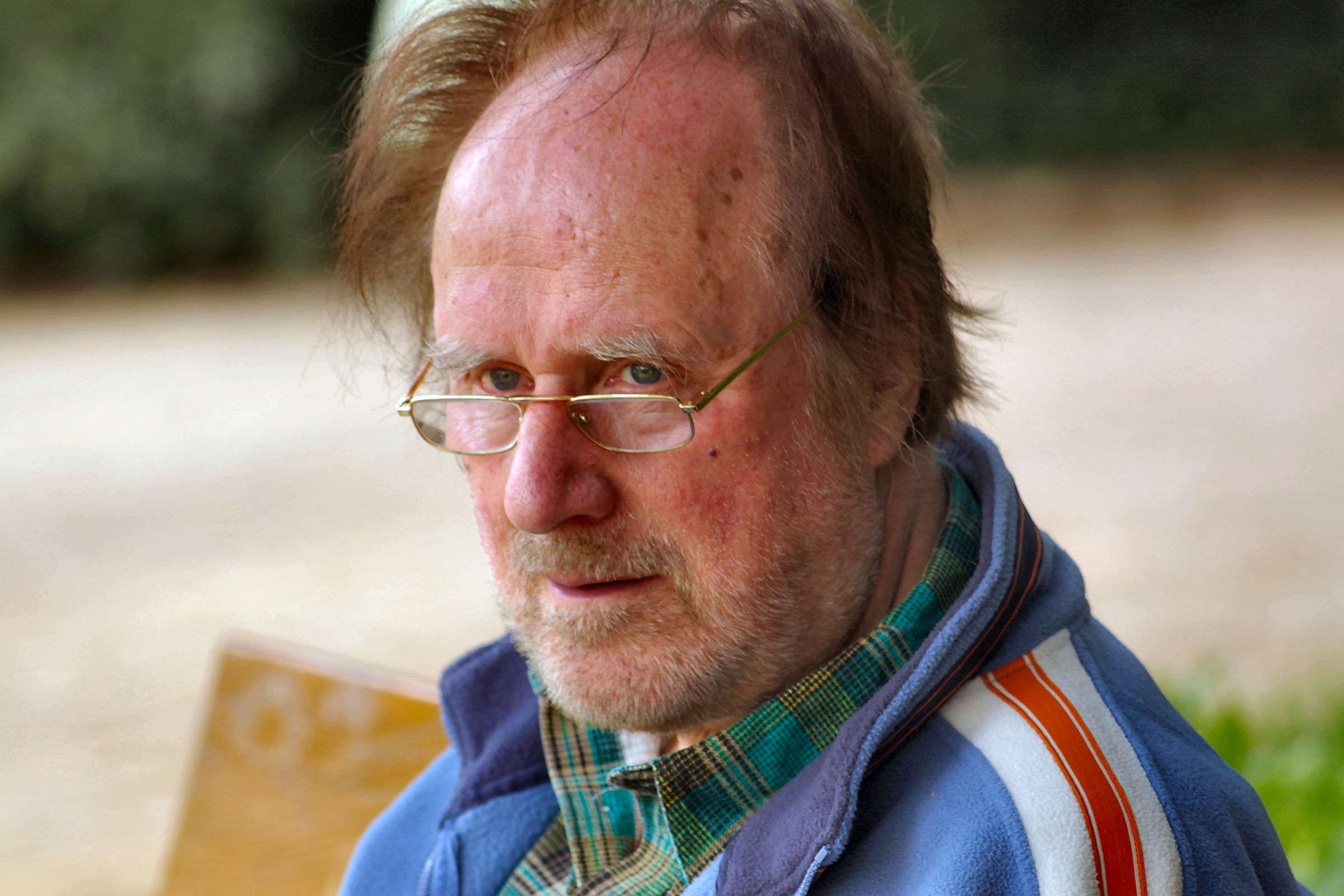
Der Autor Walter Foelske (2005)

Walter Foelske (9. April 1934 in Köln – 3. Mai 2015) war ein deutscher Schriftsteller.

## Leben
Foelske wurde 1934 in Köln geboren und erlebte eine von physischer und psychischer Gewalt geprägte, traumatisierende Kindheit, die den Hintergrund seines autobiografisch grundierten Romandebüts Im Wiesenfleck bildet. Bevor er als Autor in Erscheinung trat, absolvierte er eine Verwaltungslehre, wurde Beamter, wechselte in die Industrie und war Korrespondent.
In den 1960er-Jahren war Foelske als Hörspielautor für den WDR und für Radio Bremen tätig; 1980 erschienen öffentlich eher unbemerkt die Erzählungen Anatomie eines Gettos (dramatisiert 1983 im Theater am Turm). Den Durchbruch und eine persönliche Befreiung erschrieb Foelske sich mit dem 1994 erschienenen 600-Seiten-Roman Im Wiesenfleck; seitdem riss seine literarische Produktion nicht mehr ab.
Die Sujets und Protagonisten von Foelskes Texten gehören vorwiegend der schwulen Szene an; die Thematik seiner Bücher und Stücke kreist um Gewalt und Obsession, sexuelles Begehren, Beziehungs- und Generationsproblematik, pädosexuelle Kontakte. Sein Menschen- und Gesellschaftsbild war nicht von Optimismus geprägt.
Walter Foelske war Mitglied im Verband deutscher Schriftsteller; er lebte als freier Autor in Köln.

## Auszeichnungen
- 1985: Bertelsmann-Literaturpreis
- 1986: Arbeitsstipendium des Kultusministeriums NRW

## Werke

### Bücher und Stücke
- Anatomie eines Gettos. Erzählungen. (Hungerzyklus – Fallbeil-Finale) Verlag rosa Winkel, Berlin 1980, ISBN 3-921495-31-8, unter dems. Titel auch als Stück (1983)
  - NA u.d.T. Anatomie eines Ghettos. rosa Winkel/MännerschwarmSkript, Hamburg 1995, ISBN 3-86149-038-2.
- Im Wiesenfleck. Roman. Thom Verlag, Leipzig 1994, ISBN 3-930383-02-0.
- Das innere Zimmer. Erzählungen. Thom Verlag, Leipzig 1995, ISBN 3-930383-09-8.
- Cousin, Cousin. Roman. MännerschwarmSkript, Hamburg 1997, ISBN 3-928983-49-0.
- Die leere Mitte. Kriminalroman. MännerschwarmSkript, Hamburg 1998, ISBN 3-928983-63-6 – veröffentlicht u.d. Pseudonym Leo Feks,[5] einem Anagramm aus Foelske
- Wahnsinn und Wut. Schwarze Geschichten. MännerschwarmSkript, Hamburg 1998, ISBN 3-928983-61-X.
- Blutjung. Roman. Trotz Verlag, Köln 2000, ISBN 3-8311-0711-4.
- Eiszeit. Roman. MännerschwarmSkript, Hamburg 2001, ISBN 3-928983-99-7.
- Weißes Blut. Erzählungen. Trotz Verlag, Köln 2002, ISBN 3-8311-3913-X.
- Wüsten Orts / Das Grinsen des Negers im Pausenhof. Zwei Theaterstücke. Trotz Verlag, Köln 2002, ISBN 3-8311-3127-9.
- Nacht über der Stadt. Roman. Trotz Verlag, Köln 2003, ISBN 3-00-012502-7.
- Ossendorf. Roman. Trotz Verlag, Köln 2004, ISBN 3-00-013697-5.
- Schlachtengemälde. Roman. Trotz Verlag, Köln 2005, ISBN 3-00-016132-5.
- Binz. Lyrik & Prosa. Trotz Verlag, Köln 2006, ISBN 3-00-019482-7.
- Die siebte Totgeburt, Roman, Trotz Verlag, Köln 2008, ISBN 978-3-00-024405-6 (Privatdruck – kein Vertrieb).
- Tabu, Roman, Trotz Verlag, Köln 2008, ISBN 978-3-00-025038-5.
- Tiefunten, Roman. Trotz Verlag, Köln 2009, ISBN 978-3-00-028136-5.
- In der Hand des Knaben die Zügel, Erzählungen. Trotz Verlag, Köln 2010, ISBN 978-3-00-030175-9.
- Alter Gott Tod, Roman. Trotz Verlag, Köln 2011, ISBN 978-1-4478-3942-2.
- Auf hochgespanntem Seil, Annas Haus, Roman. Trotz Verlag, Köln 2012, ISBN 978-1-4710-9135-3.
- Reißwolf Hirn, Erzählungen. Trotz Verlag, Köln 2012, ISBN 978-1-291-07437-6.
- Auf hochgespanntem Seil, Veit und Finn, Roman. Trotz Verlag, Köln 2013, ISBN 978-1-291-55279-9.
- Fremde Szenen. Erzählungen. Trotz Verlag, Köln 2014, ISBN 978-1-5031-2395-3.

### Hörspiele
- Vexierbild mit Klausjürgen Wussow u. a. Regie: Hans Gerd Krogmann (WDR 1965)
- Wörterbuch mit Hansjörg Felmy und Marius Müller-Westernhagen. Regie: Hans Gerd Krogmann (WDR 1965)
- Richtung Ravenseck (RB 1967)

## Nachweise
1. ↑  Joachim Bartholomae: „Walter Foelske ist tot“ auf schwule-literatur.de, 3. Mai 2015
2. ↑  Walter Foelske. In: Kürschners Deutscher Literatur-Kalender. 2014/2015: Band I: A–O. Band II: P–Z. Walter De Gruyter Incorporated, 2014, ISBN 978-3-11-033720-4, S. 268.
3. ↑  Autorenporträt auf Books on Demand
4. ↑  nrw-literatur-im-netz.de: Walter Foelske (Memento des Originals vom 4. Juni 2016 im Internet Archive)  Info: Der Archivlink wurde automatisch eingesetzt und noch nicht geprüft. Bitte prüfe Original- und Archivlink gemäß Anleitung und entferne dann diesen Hinweis.
5. ↑  Feks, Leo im Lexikon der deutschen Krimi-Autoren

| Personendaten    | Personendaten            |
| ---------------- | ------------------------ |
| NAME             | Foelske, Walter          |
| ALTERNATIVNAMEN  | Feks, Leo                |
| KURZBESCHREIBUNG | deutscher Schriftsteller |
| GEBURTSDATUM     | 9. April 1934            |
| GEBURTSORT       | Köln                     |
| STERBEDATUM      | 3. Mai 2015              |